# Fiorenza
Fiorenza ist der Titel eines Theaterstücks von Thomas Mann. Es wurde am 11. Mai 1907 im Frankfurter Schauspielhaus uraufgeführt. Es handelt sich um das einzige Theaterstück Manns. Zwar begann er 1954 ein weiteres Drama (Arbeitstitel Luthers Hochzeit), doch konnte er es nicht mehr fertigstellen.

## Inhalt

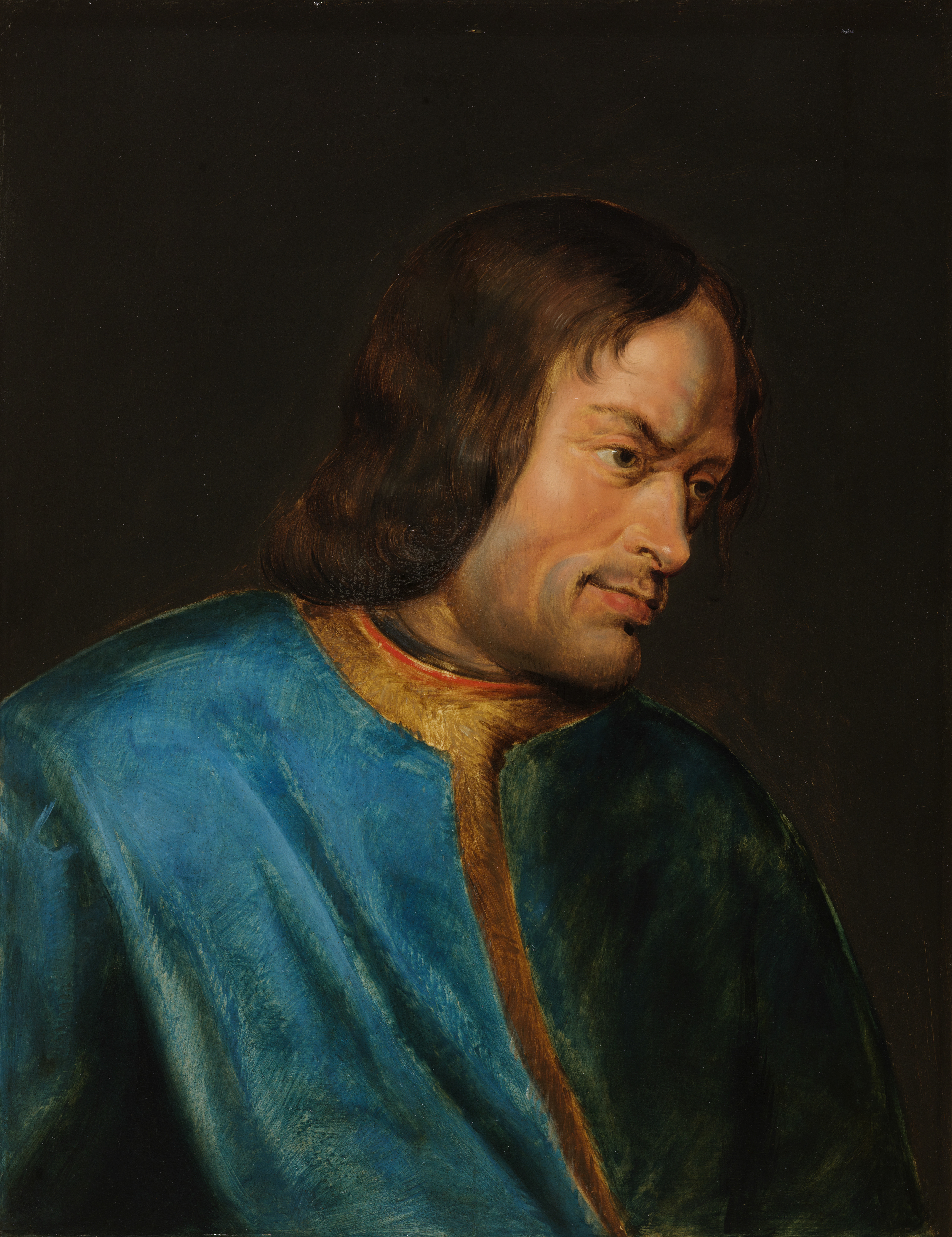
Lorenzo de’ Medici il Magnifico, von Rubens

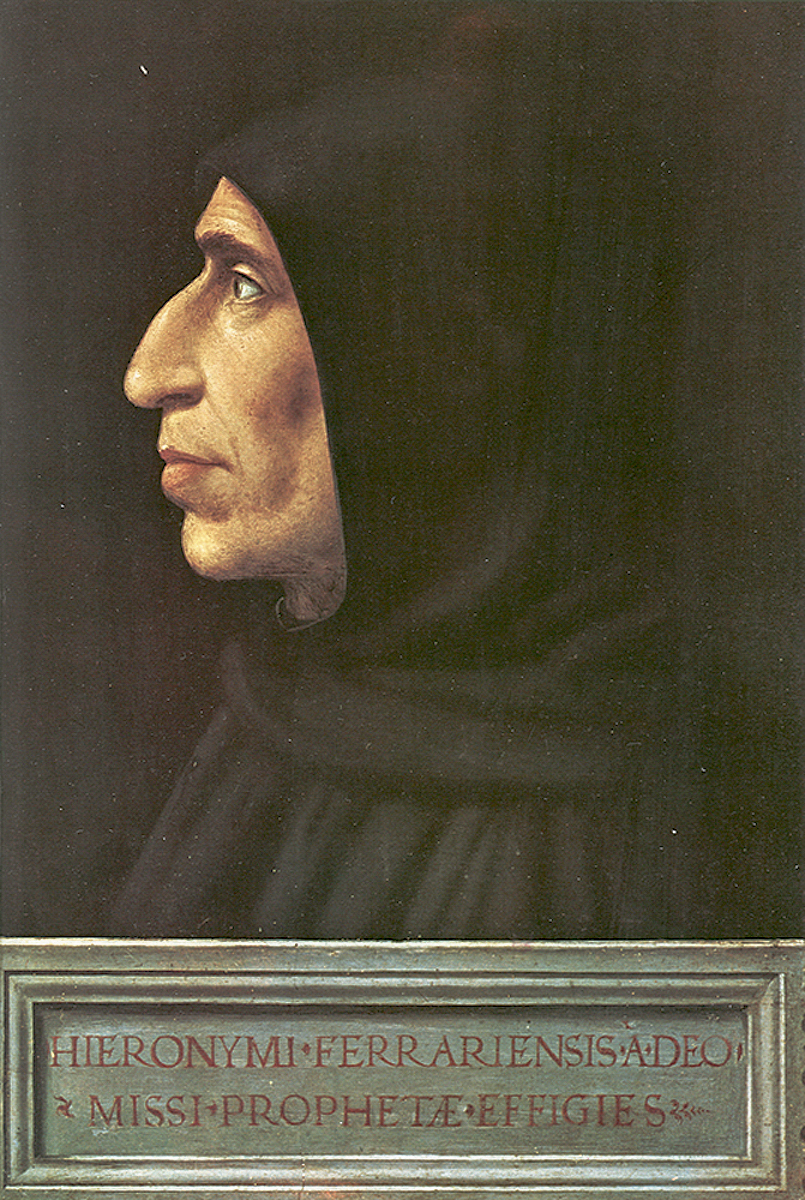
Girolamo Savonarola (1452–1498)

Das Stück, dessen Titel und Thematik auf einer Predigt Savonarolas beruht, spielt 1492 in Florenz. Ihre Einwohner sind dem wortgewaltigen Bußprediger Girolamo Savonarola (im Stück Hieronymus genannt) verfallen. Er hatte einst Fiore Fiorenza umworben, war aber abgewiesen worden. Nun predigt Savonarola Askese. Fiorenza, die zugleich die Allegorie der Stadt Florenz ist, wurde die Geliebte von Lorenzo il Magnifico, dem weltlichen Herrscher der Stadt. 
Fiorenza kann sich dem Charisma Savonarolas nicht entziehen, auch wenn sie ihn als Geliebten abgelehnt hatte. Sie konfrontiert den sterbenden Lorenzo de' Medici mit ihm. Der kunstsinnige, weltliche Herrscher erkennt den religiösen Führer als ebenbürtig an und nennt ihn Bruder. Fiorenza aber prophezeit dem Fanatiker Savonarola, dass sein Stolz auf diesen Sieg noch gereinigt werde.

## Deutung
Verzicht steht im Gesamtwerk Thomas Manns gegen gelebte Sexualität. Wie in Tonio Kröger, dort am entschiedensten, werden auch hier Enthaltung und Entsagung höher gewertet als Sinnenglück. Noch in dem späten Plan einer Dramatisierung von Luthers Hochzeit sollte der Konflikt zwischen mönchischer Askese und unterdrückter Sinnlichkeit gestaltet werden.
Bereits in der heiter-grotesken Novelle Gladius Dei von 1902 lässt Thomas Mann eine Savonarola-Figur in München um 1900 auftreten. Hier ist es die aufgeschlossene, fremdenfreundliche Kunststadt des jungen Thomas Mann, die den Sieg davonträgt. 

## Wirkung
Auf dem Theater hatte das Stück wenig Erfolg, Alfred Kerr verriss es gnadenlos. Andere Kritiker wie Theodor Lessing und Richard Schaukal erkannten die Schwäche des Stücks in der allegorischen Gestalt der Fiore-Fiorenza und verwiesen den Prosaautor in seine Grenzen. Thomas Manns Scheitern als Bühnenautor hat ihn wohl zu dem Urteil gebracht, Theater lasse sich nur als Volksbelustigung rechtfertigen (s. Versuch über das Theater).
Eine Hörspielversion des Hessischen Rundfunks von 1973 mit Dieter Borsche als Lorenzo de'Medici profitierte auch vom unumstrittenen Ruhm des Autors und wurde 2003 als Hör-CD herausgebracht.

## Textausgabe

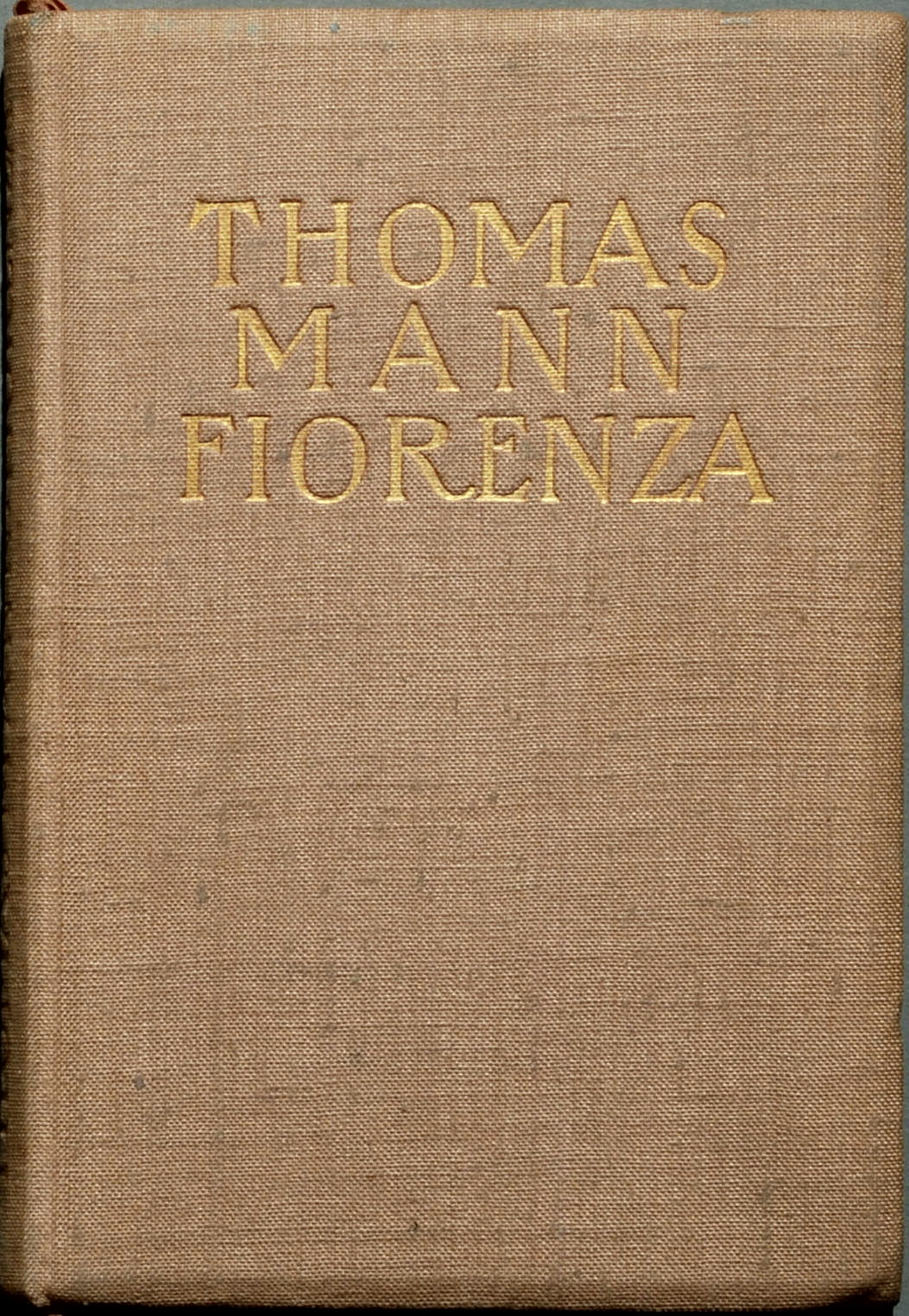
Verlagseinband des Erstdruckes 1906

- Fiorenza. Berlin: S. Fischer 1906, 170 Seiten. Erste Auflage (Potempa E 20.2, Bürgin I 4, Wilpert/Gühring² 6)